# Nebirirav I.
Sevadženre Nebirirav, Nebirirav I. ali Nebirjeravet I. je bil faraon iz tebanske Šestnajste egipčanske dinastije, ki je vladal v drugem vmesnem obdobju Egipta, * ni znano, † 1601 pr. n. št.

## Vladanje
Torinski seznam kraljev mu pripisuje 26 let vladanja. Nasledil ga je soimenjak Nebirirav II., ki bi lahko bil njegov sin. Vsi odkriti Nebiriravovi pečati so izdelani  iz gline ali emajla in ne iz lojevca, kot je bilo običajno. To kaže, da med njegovo vladavino ni bilo nobene rudarske odprave v Vzhodno puščavo. Dva njegova pečata sta bila najdena v Lištu, ki je takrat spadal v kraljestvo Hiksov. Najdba bi lahko kazala na diplomatske stike med tebansko dinastijo in Hiksi med Nebiriravovo vladavino, vendar to ni dokazano.

## Dokazi
Razen na že omenjenem Torinskem seznamu kraljev in pečatih je Nebirirav znan predvsem z Juridične stele, dobro znanega administrativnega dokumenta iz prvga leta njegovega vladanja, ki je zdaj v Kairskem muzeju (JE 52453). V Kairskem muzeju je tudi bakreno bodalo (JE 33702) z njegovim prestolnim imenom, ki ga je v poznih 1890. letih odkril Flinders Petrie na pokopališču v Huju. Nebirirav je skupaj z boginjo Maat upodobljen na majhni steli, ki je del egipčanske zbirke v Bonnu.
Nebiriravovo prestolno ime Sevadženre (skupaj s pridevkoma »dobri bog« in »upravičenec«) je zapisano na podstavku bronastega kipca boga Harpokrata, ki je zdaj v Kairskem muzeju (JE 38189). Ob njem so tudi druga kraljevska imena. Imeni  Ahmoz in Binpu pripadata verjetno princema iz Sedemnajste dinastije, ki je kmalu zatem nasledila Šestnajsto dinastijo. Na kipcu je tudi napis »dobri bog Neferkare, upravičenec« za katerega na splošno velja, da je prestolno ime Nebiriravovega domnevnega sina in naslednika Nebirirava II. Kipec ni iz Nebiriravovega obdobja, saj so Harpokratov kult uvedli šele v ptolemajskem obdobju približno 1500 let po smrti oseb, omenjenih na kipcu.